# Luis Antonio Valencia
Luis Antonio Valencia Mosquera (Nueva Loja, Sucumbios, Equador; 4 d'agost de 1985) és un futbolista equatorià , juga de migcampista i el seu actual equip és el Manchester United Football Club de la FA Premier League. És considerat el millor futbolista equatorià del moment i un dels més transcendents de la història del país. És l'actual capità de la selecció de futbol de l'Equador.
Destaca per la seva seguretat, intel·ligència, velocitat i ordre, sent aquestes últimes les més destacades, el seu estil de joc és mantenir la possessió de la pilota més de les seves excel·lents passades i centres a curta i a llarga distància.

## Trajectòria

### Primers anys
Va iniciar al Club Esportiu Caribe Junior de Lago Agrio. Seguint el seu somni de ser futbolista professional va arribar a les divisions formatives del Club Deportivo El Nacional de Quito destacant i cridant l'atenció dels seus entrenadors per la qual cosa és promogut ràpidament al primer equip. El 2003 debuta a primera divisió amb aquest club. Valencia a poc a poc anava destacant dins del campionat local, i el 2005 és cridat a la selecció de futbol de l'Equador.

### Rècords FIFA
Segons estudis de la FIFA Antonio Valencia va ser escollit com el jugador més veloç en 2012 amb 35.1 km/h en una cursa llarga, superant fins i tot Cristiano Ronaldo, Lionel Messi, Gareth Bale.

## Palmarès
El Nacional
- 1 Campionat equatorià: 2005.

Manchester United FC
- 1 Lliga Europa de la UEFA: 2016-17.
- 2 Premier League: 2010-11, 2012-13
- 1 Copa anglesa: 2015-16.
- 2 Copa de la lliga anglesa: 2009-10, 2016-17.
- 3 Community Shield: 2010, 2013, 2016.